# ويندي كيماني
ويندي كيماني (بالإنجليزية: Wendy Kimani)‏، (مواليد 18 مايو 1986) هي مُمثلة كينية.